# Hand of Kindness
Hand of Kindness je druhé sólové studiové album britského hudebníka Richarda Thompsona, vydané v červnu 1983 u vydavatelství Hannibal Records. Nahráno bylo v roce 1983 a o produkci se staral Joe Boyd. Jde o Thompsonovo první řadové album od roku 1972, kdy vyšlo Henry the Human Fly. Mezitím však vydal několik alb se svou manželkou Lindou a různá speciální alba, jako například instrumentální Strict Tempo! z roku 1981.

## Seznam skladeb
Autorem všech skladeb je Richard Thompson.
| Pořadí | Název                                 | Délka |
| ------ | ------------------------------------- | ----- |
| 1.     | Tear Stained Letter                   | 4:40  |
| 2.     | How I Wanted To                       | 5:08  |
| 3.     | Both Ends Burning                     | 3:49  |
| 4.     | A Poisoned Heart and a Twisted Memory | 5:22  |
| 5.     | Where the Wind Don't Whine            | 4:05  |
| 6.     | The Wrong Heartbeat                   | 3:12  |
| 7.     | Handof Kindness                       | 4:43  |
| 8.     | Devonside                             | 4:43  |
| 9.     | Two Left Feet                         | 3:50  |

## Obsazení
- Richard Thompson – kytara, zpěv
- Dave Pegg – baskytara
- Dave Mattacks – bicí
- Pete Zorn – saxofon, doprovodné vokály
- Pete Thomas – saxofon
- Simon Nicol – kytara
- John Hiatt – doprovodné vokály
- Bobby King – doprovodné vokály
- Clive Gregson – doprovodné vokály
- John Kirkpatrick – akordeon, koncertina
- Aly Bain – housle